# Nazionale maschile di rugby a 15 del Canada
La nazionale di rugby a 15 del Canada è la rappresentativa maschile di rugby a 15 del Canada a livello internazionale.
Benché la federazione rugbistica canadese sia stata fondata solo nel 1974, la Nazionale esiste e opera già dal 1932.
Il Canada ha partecipato alla Churchill Cup dal 2003 al 2011, anno in cui la competizione è stata soppressa, e ha partecipato a tutte le edizioni della Coppa del Mondo di rugby fino al 2019.
Il risultato più importante ottenuto nella competizione mondiale iridata è la qualificazione ai quarti di finale durante l'edizione 1991.
I suoi giocatori sono soprannominati canucks, termine gergale utilizzato per indicare i canadesi.
Al 21 novembre 2022 la squadra occupa la 23ª posizione del ranking World Rugby.

## Storia

### Primi anni
Il rugby venne introdotto in Canada negli anni 1860 da militari britannici. La prima partita di cui si abbia traccia ebbe luogo a Montréal nel 1864 tra uomini dell'artiglieria. Quello stesso anno il Trinity College di Toronto pubblicò il primo insieme di regole che disciplinavano il gioco in Canada. Nel 1868 nacque la prima squadra, il Montreal Football Club.
La prima partita internazionale ebbe luogo nel 1874 a Cambridge, nel Massachusetts, tra l'Università McGill e quella di Harvard. Successivamente quello stesso anno si giocò una seconda partita, stavolta con Harvard padrone di casa, e l'incontro fu giocato secondo le regole del football americano. Sempre nel 1874, Ontario e Québec giocarono la prima partita interprovinciale in Canada. Ancora oggi le Università McGill e quella di Harvard continuano a portare avanti la più vecchia competizione sportiva annuale del Nord America contendendosi la Covo Cup, alternando le sedi ogni mese di novembre, utilizzando le regole originali del rugby.
Nel 1884 venne fondata una federazione canadese di rugby (Canadian Rugby Football Union), sebbene questa organizzazione divenne in seguito la Canadian Football League quando il rugby si è evoluto nel football canadese. Tra il 1902 e il 1903 si ebbe il primo tour di una squadra canadese in Gran Bretagna. Nel 1909 Albert Grey, allora Governatore generale del Canada, donò un trofeo alla federazione canadese di rugby destinato al vincitore del campionato del Canada. Il trofeo divenne noto come Grey Cup. Tuttavia le regole utilizzate in Canada erano ampiamente differenti dalle regole usate nelle nazioni che aderivano all'International Rugby Board. Negli anni che seguirono, la federazione canadese avrebbe legalizzato il passaggio in avanti e fatto altri cambiamenti che avrebbero reso il football canadese uno sport totalmente differente, simile al football americano.

### Periodo tra le due guerre mondiali e il dopoguerra

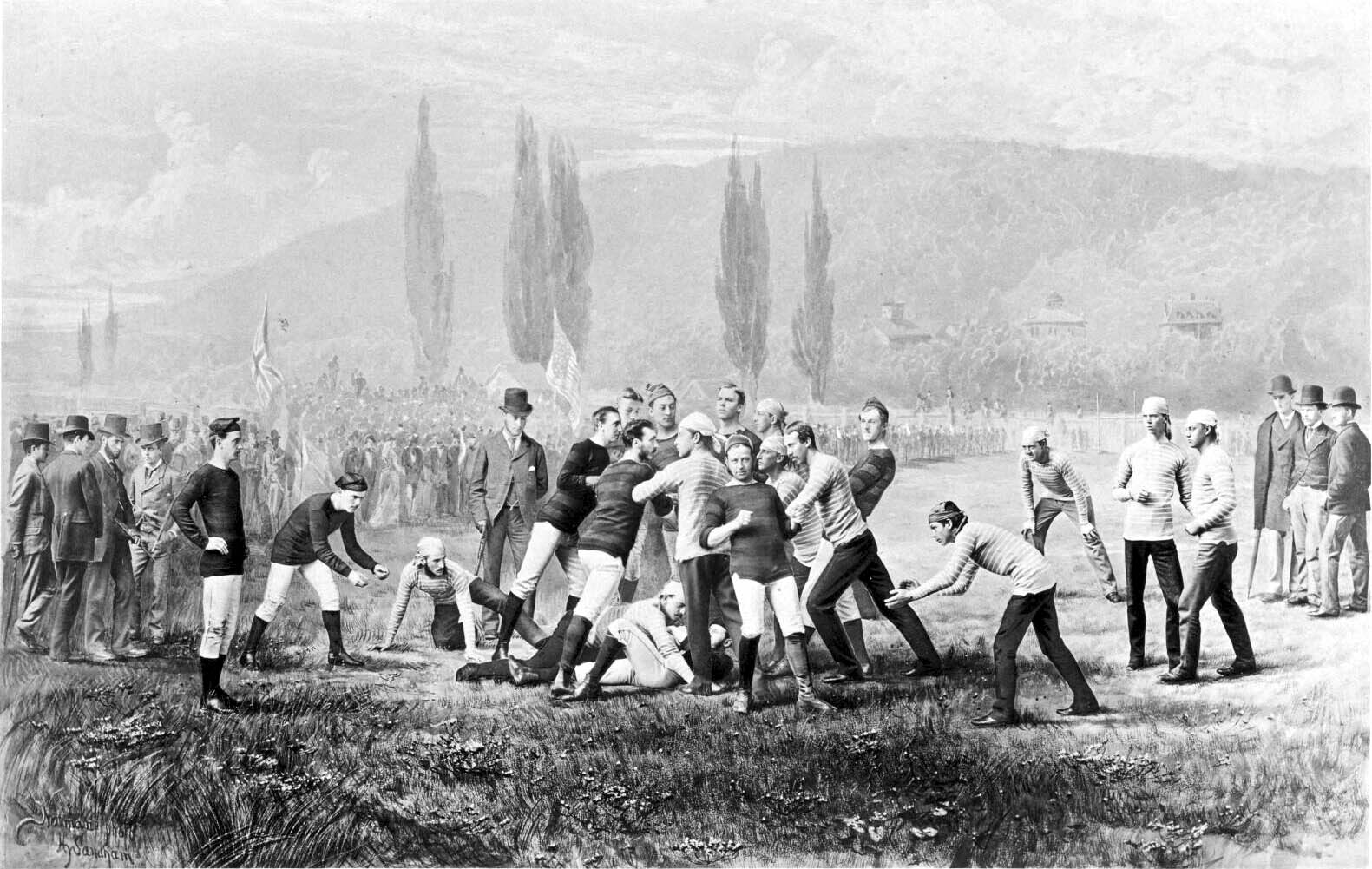
La partita Harvard-McGill del 1874

Allo scoppio della prima guerra mondiale il gioco del rugby venne accantonato in favore degli sforzi fatti per sostenere la guerra. Alla fine del conflitto ci fu un periodo di rifiorimento del rugby canadese in seguito al ricongiungimento dei militari nei loro rispettivi club. Nel 1919 una rappresentativa militare canadese si recò in tour oltreoceano in Inghilterra, Nuova Zelanda, Sudafrica e Australia. Nel 1929 venne fondata la Rugby Union of Canada, e tre anni dopo una selezione canadese si recò in tour in Giappone per giocare due partite perse 9-8 e 38-5 contro la nazionale locale. La Canadian Rugby Football Union venne sciolta poco prima della prima guerra mondiale.
Con lo scoppio della seconda guerra mondiale si giocò poco a rugby. Terminata la guerra ci fu una spiccata crescita del rugby nelle province canadesi. La selezione canadese recatasi in tour in Gran Bretagna nel 1962 era composta principalmente da giocatori provenienti dalla Columbia Britannica. Nel 1965 venne rifondata la Rugby Union of Canada, organo governativo del rugby canadese fino alla costituzione della Rugby Canada avvenuta nel 1974.
Nel 1966 i British Lions, di ritorno da un loro tour in Australia e Nuova Zelanda, affrontarono il Canada a Toronto vincendo 19-8.

### Era moderna

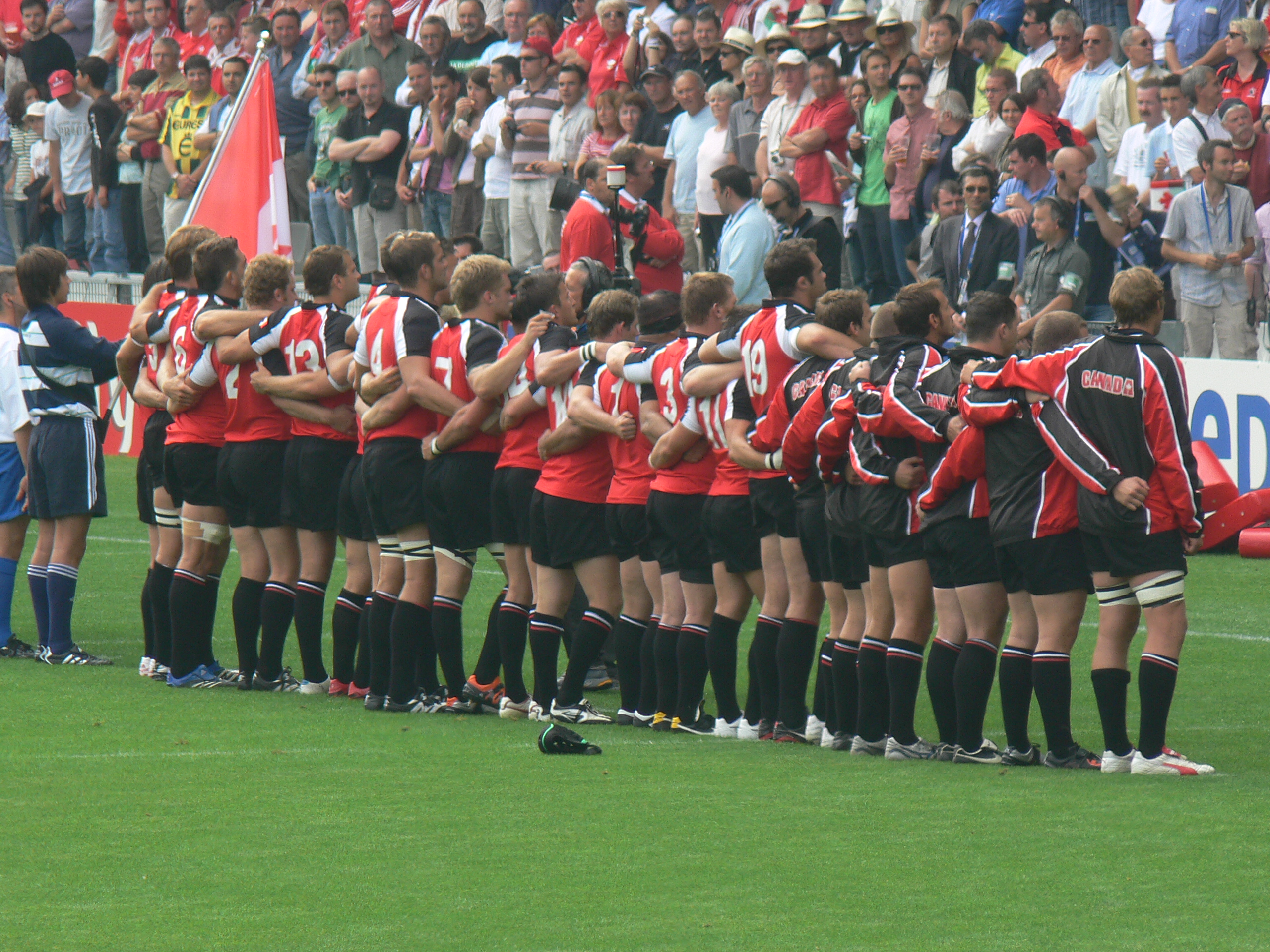
Squadra canadese di rugby

Il Canada fu una delle 16 nazioni che furono invitate dall'IRB alla Coppa del Mondo di rugby 1987, l'edizione inaugurale della competizione mondiale ospitata da Australia e Nuova Zelanda. La nazionale canadese si trovò nello stesso girone di Galles, Irlanda e Tonga, vincendo contro Tonga 37-4 e perdendo successivamente contro l'Irlanda 46-19 e contro il Galles 40-9. I canadesi non riuscirono quindi a superare la fase a gironi.
Il Canada si qualificò alla Coppa del Mondo 1991 finendo nello stesso girone di Francia, Romania e Figi. Le vittorie 13-3 contro le Figi e 19-11 contro la Romania, nonostante la sconfitta 19-13 subita contro la Francia, gli valse il secondo posto nel girone e la qualificazione ai quarti di finale. Ai quarti di finale il Canada venne eliminato dalla Nuova Zelanda che vinse 29-13.

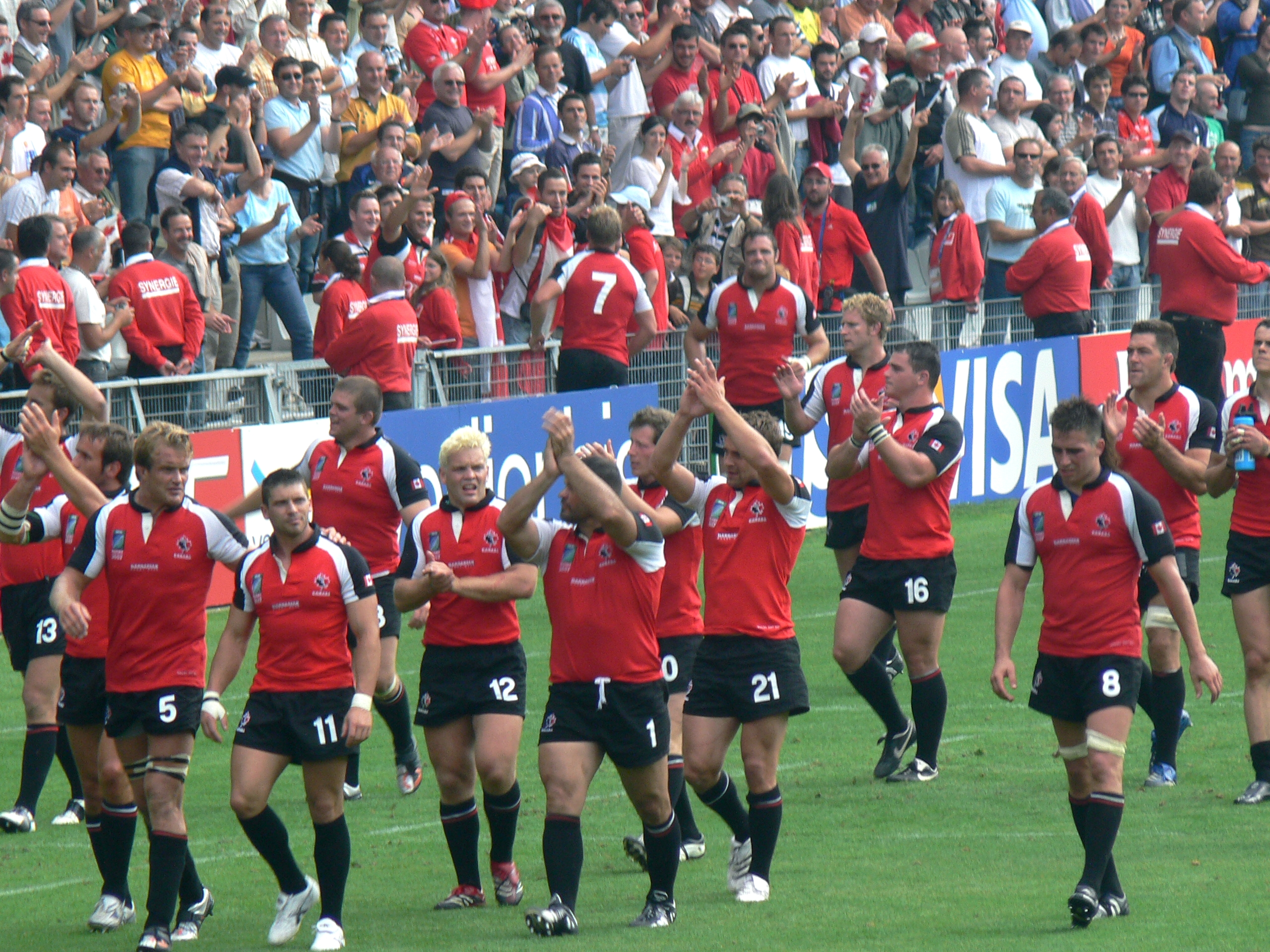
La nazionale canadese di rugby a 15 alla fine dell'incontro della Coppa del Mondo 2007 contro il Galles

Durante il tour in Galles del 1993 la nazionale canadese ottenne una prestigiosa vittoria 26-24 contro il Galles a Cardiff; l'anno seguente arrivò la vittoria casalinga 18-16 contro la Francia. Qualificatosi automaticamente alla Coppa del Mondo 1995, il Canada giocò nello stesso girone di Sudafrica, Australia e Romania. Capitati in un girone molto difficile, i canadesi non riuscirono a ripetere l'ottima prestazione dell'edizione precedente. L'unica vittoria ottenuta fu il 34-3 contro la Romania.
Ottenuta la qualificazione alla Coppa del Mondo 1999 grazie al secondo posto nel campionato panamericano di rugby, il Canada venne sorteggiato nello stesso girone di Francia, Figi e Namibia. Dopo le due sconfitte 33-20 contro la Francia e 38-22 contro le Figi, l'unica vittoria con il largo 72-11 contro la Namibia valse ai canadesi almeno il terzo posto nel proprio girone.
Nel 2000 la nazionale canadese raccolse il pareggio casalingo 27-27 contro l'Irlanda e la vittoria 22-17 contro l'Italia a Rovigo durante il test di fine anno. Nel 2002, durante il tour scozzese in Nord America, il Canada sconfisse la Scozia 26-23 e in seguito dominò il proprio girone di qualificazione conseguendo l'accesso alla Coppa del Mondo 2003. La nazionale canadese guadagnò solamente una vittoria nel proprio girone sconfiggendo Tonga 24-7 nell'ultima partita, dopo le sconfitte subite rispettivamente da Galles, Nuova Zelanda e Italia. Nel 2003 il Canada ospitò anche la prima edizione della Churchill Cup, competizione poi soppressa in favore del regolare svolgimento dei tour.
Il Canada si qualificò alla Coppa del Mondo 2007 sconfiggendo nel 2006 le Barbados 69-3 e gli Stati Uniti 56-7. Quella del 2007 fu una edizione deludente per la nazionale canadese, che per la prima volta non riuscì a vincere nemmeno una partita del proprio girone. Il bilancio fu di tre sconfitte contro Galles, Figi e Australia, e un pareggio 12-12 contro il Giappone.
La nazionale canadese guadagnò l'accesso alla Coppa del Mondo 2011 grazie alla differenza punti nelle due partite giocate contro gli Stati Uniti nel luglio 2009: nel primo incontro giocato a Charleston i canadesi persero 12-6, rifacendosi nella seconda partita giocata a Edmonton vincendo 41-18. Lo stesso anno, nei test match di novembre, il Canada si recò in tour nel Giappone subendo due sconfitte 46-8 e 27-6 contro la nazionale giapponese. In seguito vinse dentro casa 22-6 contro la Russia.
Alla Coppa del Mondo 2011 il Canada arrivò quarto nel proprio girone, con una sola vittoria ottenuta sconfiggendo Tonga 25-20, un pareggio 23-23 contro il Giappone, e due sconfitte contro la Francia e i padroni di casa della Nuova Zelanda. Nel 2012 il Canada fu tra i Paesi che ospitarono il tour dell'Italia nelle Americhe: in quello che rappresentò il secondo test match italiano del tour, i canadesi vennero sconfitti dagli Azzurri col punteggio 25-16. Negli anni successivi prima l'Irlanda (2013) e poi la Scozia (2014) si imposero in terra canadese: gli irlandesi vinsero con un netto 40-14, mentre gli scozzesi vinsero con un più sofferto 19-17.
Il Canada prese parte alla Coppa del Mondo di rugby 2015 perdendo tutte e quattro le partite del proprio girone; riuscì a guadagnare due soli punti conquistando il bonus sconfitta perdendo 23-18 contro l'Italia e 17-15 contro la Romania, mentre più nette furono le sconfitte contro Irlanda e Francia.

## Squadra attuale
Segue la rosa composta da 31 giocatori selezionata per la Coppa del Mondo di rugby 2015.

## Statistiche

### Coppa del Mondo di rugby
| Edizione | Paese organizzatore       | Posizione        |
| -------- | ------------------------- | ---------------- |
| 1987     | Nuova Zelanda e Australia | Girone           |
| 1991     | Inghilterra               | Quarti di finale |
| 1995     | Sudafrica                 | Girone           |
| 1999     | Galles                    | Girone           |
| 2003     | Australia                 | Girone           |
| 2007     | Francia                   | Girone           |
| 2011     | Nuova Zelanda             | Girone           |
| 2015     | Inghilterra               | Girone           |
| 2019     | Giappone                  | Girone           |
| 2023     | Francia                   | Non qualificata  |